# روز لافيل
روزماري كاثلين لافيل (الإنجليزية: Rosemary Kathleen Lavelle؛ مواليد 14 مايو 1995) هي لاعبة كرة قدم أمريكية تلعب في مركز الوسط مع نادي مانشستر سيتي و‌الولايات المتحدة.

## وصلات خارجية
- روز لافيل على موقع الاتحاد الدولي (مؤرشف)  (الإنجليزية)
- روز لافيل على موقع قاعدة بيانات كرة القدم.إي يو (الإنجليزية)
- روز لافيل على موقع Soccerway.com (الإنجليزية)
- روز لافيل على موقع عالم كرة القدم.نت (الإنجليزية)
- روز لافيل على موقع اللجنة الأولمبية الدولية (الإنجليزية)
- روز لافيل على موقع أوليمبيديا (الإنجليزية)